# Trzebień (gmina w województwie kieleckim)
Trzebień (do 1870 i od 1973 Magnuszew) – dawna gmina wiejska istniejąca do 1954 roku w woj. kieleckim. Nazwa gminy pochodzi od wsi Trzebień, lecz siedzibą władz gminy był Magnuszew (w latach 50. Magnuszów).
Gmina Trzebień powstała za Królestwa Polskiego w powiecie kozienickim w guberni radomskiej 13 stycznia 1870 w związku z przemianowaniem dotychczasowej gminy Magnuszew na Trzebień (po przyłączeniu do niej zniesionego miasta Magnuszew).
W okresie międzywojennym gmina Trzebień należała do powiatu kozienickiego w woj. kieleckim. Po wojnie gmina zachowała przynależność administracyjną. Według stanu z dnia 1 lipca 1952 roku gmina składała się z 22 gromad: Basinów, Celinów, Dębowola Nowa, Dziecinów, Edwardów, Grzybów, Kłoda, Koziołek, Kurki, Lękawica Stara, Magnuszów, Ostrów, Paprotnia, Przewóz Stary, Przewóz Tarnowski, Przydworzyce, Studzianki, Trzebień, Trzebień folw., Tyborów, Wilczowola i Wola Magnuszowska.
Jednostka została zniesiona 29 września 1954 roku wraz z reformą wprowadzającą gromady w miejsce gmin. Po reaktywowaniu gmin z dniem 1 stycznia 1973 roku gminy Trzebień nie przywrócono, a z jej obszaru oraz z obszaru dawnej gminy Rozniszew utworzono nową gminę Magnuszew w tymże powiecie i województwie.